# کارا لنگ
کارا لنگ (انگلیسی: Kara Lang؛ زادهٔ ۲۲ اکتبر ۱۹۸۶) بازیکن فوتبال اهل کانادا است.

وی همچنین در تیم‌های ملی فوتبال Canada women's national under-20 soccer team و زنان کانادا بازی کرده‌است.